# Horti István
Horti István (Kolozsvár, 1630 körül – Gyulafehérvár, 1689) református lelkész, az Erdélyi református egyházkerület püspöke 1684-től haláláig.

## Élete
Gyulafehérvárott tanult, ahonnan 1651 tavaszán rektornak ment Nagybányára. Egy év múlva külföldre is ellátogatott s az utrechti egyetemnek lett hallgatója, míg 1654 tavaszára visszatért hazájába és korábbi állását foglalta el Nagybányán. 1658 végén megszűnt e hivatala, de miután 1659-ben Kolozs megyében lelkészkedett valahol, 1660-ban ugyancsak Nagybányán a másodpapi teendőknek egy ideig való végzése után ismét a rektori tisztet töltötte be, míg 1662-ben másodpapnak választatott meg. 
1674 őszén az ellenreformáció kizavarván a prot. lelkészeket Nagybányáról, Erdélybe vonult, hol előbb fogarasi, azután gyulafehérvári lelkész lett. 1684-ben püspökké választatván, fő gondját képezte a lelkészek s egyházaik sérelmeinek orvoslása. Erre rá is bírván a fejedelmet, ez folyamatba tette az ide irányuló intézkedéseket. – Üdvözlő verset írt Nánási Lovász István „Szü titka” című műve mellé.